# 반에쓰토선
반에쓰토선(일본어: 磐越東線)은 일본 후쿠시마현 이와키시의 이와키역부터 고리야마시의 고리야마역을 잇는, 동일본 여객철도의 철도 노선(지방 교통선)이다.

## 노선 정보
- 관할 (사업 종별) : 동일본 여객철도 (제 1 종 철도사업자)
- 구간 (영업 거리) : 이와키 역 - 고리야마 역 85.6km
- 궤간 : 1067mm
- 역 수 : 16 (기종점역 포함)
  - 반에쓰토 선 소속으로 한정된 경우, 기종점역(이와키 역은 조반선, 고리야마 역은 도호쿠 본선의 소속)이 제외되어 14역이 된다.
- 복선화 구간 : 없음 (전 노선 단선)
- 전철화 구간 : 없음 (전 노선 비 전철화)
- 폐색방식 : 특수 자동 폐색식(궤도 회로 검지식)
- 최고속도 : 100km/h
- 운전 지령소 : 고리야마 CTC

## 역 목록
- 전 노선 후쿠시마현에 소재.

| 역 이름      | 일본어 이름 | 역간 거리 | 누적 거리 | 접속 노선                                                                               | 소재지     | 소재지     |
| ------------ | ----------- | --------- | --------- | --------------------------------------------------------------------------------------- | ---------- | ---------- |
| 이와키       | いわき      | -         | 0.0       | 동일본 여객철도 조반선                                                                  | 이와키시   | 이와키시   |
| 아카이       | 赤井        | 4.8       | 4.8       |                                                                                         | 이와키시   | 이와키시   |
| 오가와고     | 小川郷      | 5.5       | 10.3      |                                                                                         | 이와키시   | 이와키시   |
| 에다         | 江田        | 8.0       | 18.3      |                                                                                         | 이와키시   | 이와키시   |
| 가와마에     | 川前        | 8.0       | 26.3      |                                                                                         | 이와키시   | 이와키시   |
| 나쓰이       | 夏井        | 10.4      | 36.7      |                                                                                         | 다무라군   | 오노 정    |
| 오노니이마치 | 小野新町    | 3.4       | 40.1      |                                                                                         | 다무라군   | 오노 정    |
| 간마타       | 神俣        | 6.5       | 46.6      |                                                                                         | 다무라시   | 다무라시   |
| 스가야       | 菅谷        | 3.3       | 49.9      |                                                                                         | 다무라시   | 다무라시   |
| 오고에       | 大越        | 4.4       | 54.3      |                                                                                         | 다무라시   | 다무라시   |
| 이와키토키와 | 磐城常葉    | 4.4       | 58.7      |                                                                                         | 다무라시   | 다무라시   |
| 후네히키     | 船引        | 3.8       | 62.5      |                                                                                         | 다무라시   | 다무라시   |
| 가나메타     | 要田        | 7.0       | 69.5      |                                                                                         | 다무라시   | 다무라시   |
| 미하루       | 三春        | 4.2       | 73.7      |                                                                                         | 다무라 군  | 미하루정   |
| 모기         | 舞木        | 6.1       | 79.8      |                                                                                         | 고리야마시 | 고리야마시 |
| 고리야마     | 郡山        | 5.8       | 85.6      | 동일본 여객철도 도호쿠 신칸센 · 야마가타 신칸센 · 도호쿠 본선 · 반에쓰사이선 · 스이군선 | 고리야마시 | 고리야마시 |